# 脍卷

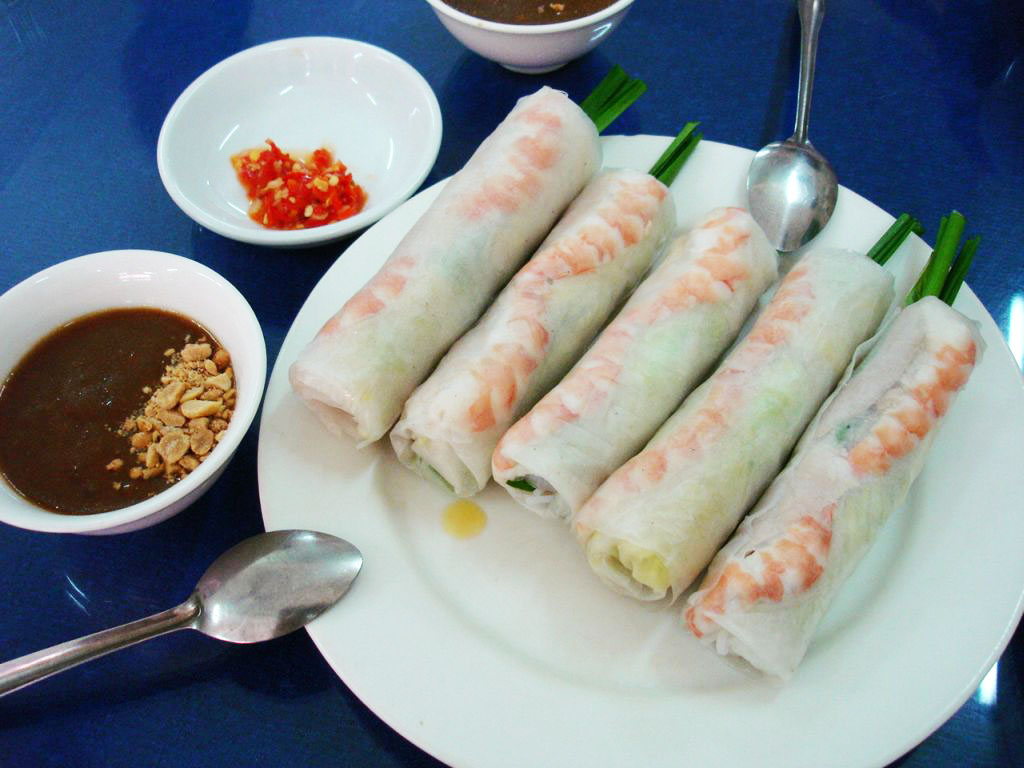
越南春卷配上蘸酱以及碎辣椒

脍卷（越南语：／），俗称“越南春卷”或“夏卷（英語：Summer roll）”，是用米紙卷上猪肉、虾和蔬菜的一道越南凉菜。越南北方称作“唸卷”（越南语：／）。与中国的春卷非常相似，但是因为内容物为熟食，夏卷本身并不需要烹调。以水蘸汁、花生酱等佐餐。